# Juno (Hausgeräte)

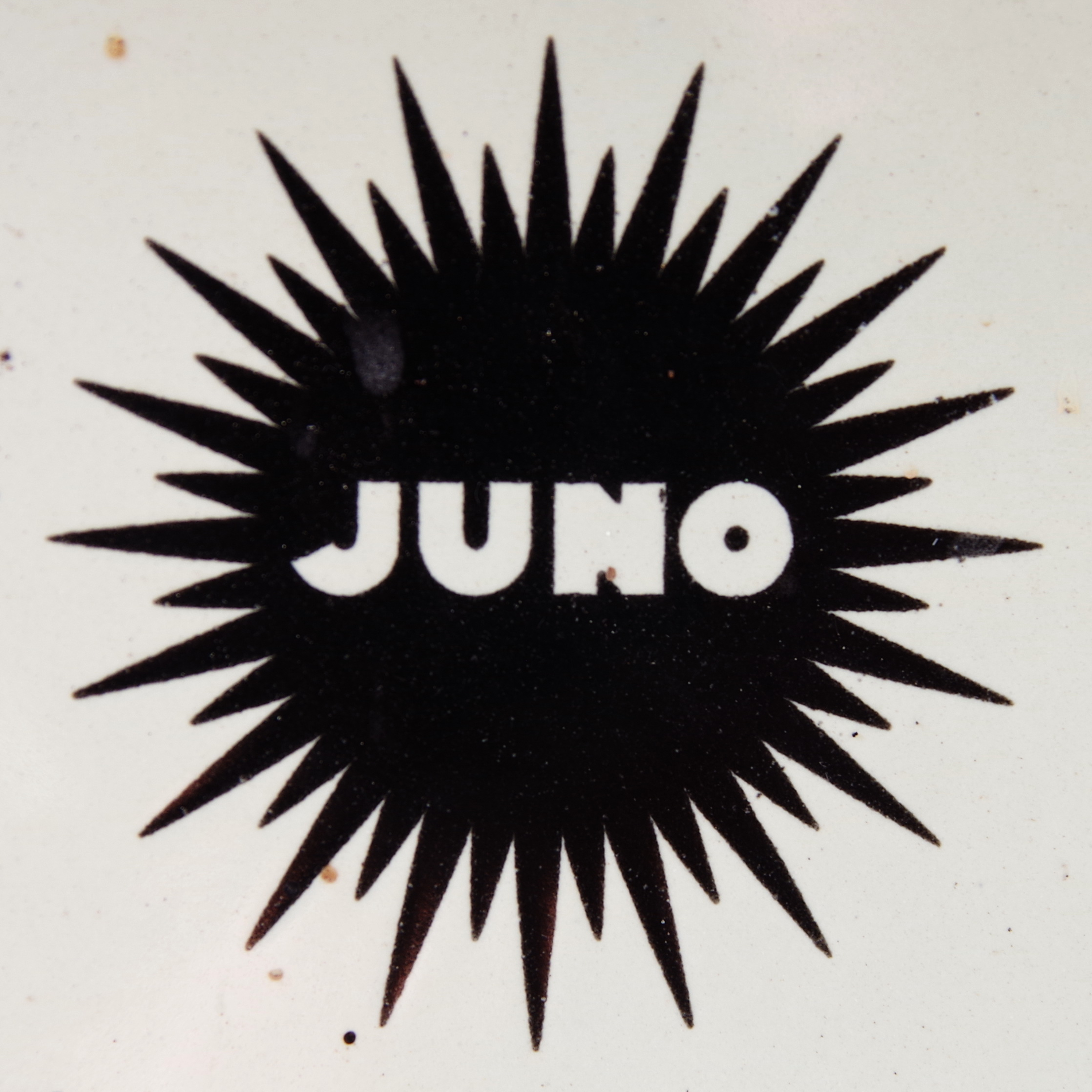
Ehemaliges Logo mit der schwarzen Sonne

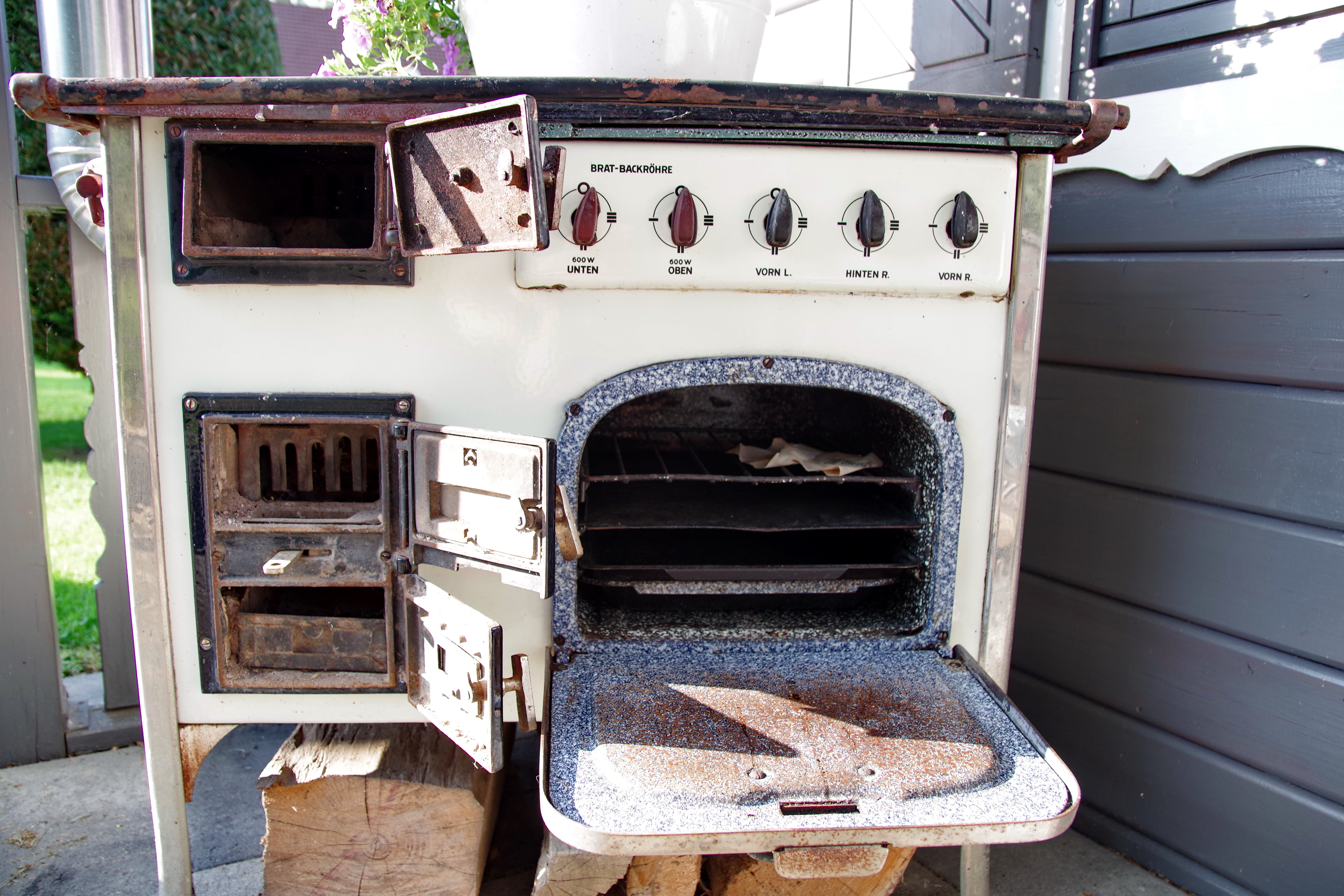
Kombinationsherd aus der Zeit zwischen 1932 und 1944

Juno ist eine deutsche Hausgerätemarke und seit 1990 Teil des Markenportfolios der Electrolux-Gruppe.

## Geschichte
Die Marke Juno wurde im März 1899 von der Burger Eisenwerke GmbH (später Burger Eisenwerk AG), Herborn, eingetragen. Ab 1963 wurde der Erfinder und Unternehmer Werner Sell Geschäftsführer und später Vorstandsmitglied. Er konzentrierte seine Arbeit auf die Entwicklung energiesparender Herde für den privaten Haushalt, aber auch für den professionellen Einsatz in der Gastronomie, darunter auch der Heißluftofen und der Heißluftdämpfer. Die Großküchen auf dem Pariser Eiffelturm und im Berliner Reichstag wurden mit dieser Technik ausgestattet. 1958 wurde die Burger Eisenwerk AG – und damit auch die Marke Juno – von Buderus übernommen und 1990 vom schwedischen Hausgerätehersteller Electrolux.
| Jahr | Ereignis                                                          |
| ---- | ----------------------------------------------------------------- |
| 1727 | Gründung der Burgerhütte als Eisengießerei                        |
| 1850 | Produktion von Heiz- und Kochgeräten                              |
| 1899 | Eintragung des Markennamens Juno                                  |
| 1958 | Übernahme durch Buderus                                           |
| 1970 | Eintragung Convectomat als Warenzeichen                           |
| 1972 | Erster Anbieter von Heißluftgeräten mit Ringheizkörper bis 280 °C |
| 1990 | Übernahme durch Electrolux                                        |

## Technologie
Insgesamt wurden unter der Marke Juno Technologien entwickelt, die die Art zu Kochen in der Gastronomie wie auch im deutschen Privathaushalt nachhaltig veränderten. So entwickelten sie 1889 den ersten deutschen Kohleherd, der dann 1927 vom Gasherd abgelöst wurde. 1937 folgte der erste Elektroherd. Alle diese Geräte waren jedoch in erster Line für den Haushalt gedacht, weshalb Juno 1957 den ersten Heißluftherd für die Gastronomie herstellte. 1973 folgte das Gerät dann auch für den privaten Haushalt. Eine weitere Errungenschaft war 1987 der erste drucklose Dampfgarherd.

## Produkte
Seit 1990 werden unter dem Markennamen Juno nicht nur Herde und Backöfen vertrieben, sondern auch Kochfelder, Dunsthauben, Geschirrspüler, Kühlgeräte sowie Kompaktgeräte. Während der Kombidampfgarer seit 2015 im Sortiment der Electrolux-Marke AEG weitergeführt wird, bietet das Juno-Sortiment heute einen Backofen mit Dampfunterstützung an.

## Marke
Der Markenname Juno wurde nach der Übernahme durch die Electrolux Gruppe 1990 mit dem Firmennamen Electrolux kombiniert und unter Juno-Electrolux fortgeführt. Seit Ende 2014 wird Juno wieder unter dem alleinigen Markennamen Juno als Gerätereihe im Küchenmöbelhandel weitergeführt.